# Basidiomycota (classification phylogénétique)
Cette page a pour objet de présenter un arbre phylogénétique des Basidiomycota (Basidiomycètes s.l.), c'est-à-dire un cladogramme mettant en lumière les relations de parenté existant entre leurs différents groupes (ou taxa), telles que les dernières analyses reconnues les proposent. Ce n'est qu'une possibilité, et les principaux débats qui subsistent au sein de la communauté scientifique sont brièvement présentés ci-dessous, avant la bibliographie.

## Arbre phylogénétique
Le cladogramme présenté ici ne possède qu'une valeur indicative. Il n'est pas forcément consensuel, et on peut toujours se référer à la bibliographie au bas de l'article.
Le symbole ▲ renvoie à la partie immédiatement supérieure de l'arbre phylogénétique du vivant. Le signe ► renvoie à la classification phylogénétique du groupe considéré. Tout nœud de l'arbre portant plus de deux branches montre une indétermination de la phylogénie interne du groupe considéré.
Les habitudes typographiques des botanistes et des zoologistes sont différentes. Ici, par commodité de lecture, et certains groupes actuels relevant des deux domaines traditionnels, les noms de taxons supérieurs au genre sont tous écrits en caractères droits, les noms de genres ou d'espèces en italiques.
À la suite d'un taxon, sa période d'apparition, quand elle est connue, peut être indiquée suivant la légende suivante :
(Plé) : Pléistocène ; (Pli) : Pliocène ; (Mio) : Miocène ; (Oli) : Oligocène ; (Éoc) : Éocène ; (Pal) : Paléocène ; (Cré) : Crétacé ; (Jur) : Jurassique ; (Tri) : Trias ; (Per) : Permien ; (Car) : Carbonifère ; (Dév) : Dévonien ; (Sil) : Silurien ; (Ord) : Ordovicien ; (Camb) : Cambrien ; (Edi) : Édiacarien. Pour plus de précision si possible, (-) : inférieur ; (~) : moyen ; (+) : supérieur.

```
▲

└─o 
Basidiomycota

  ├─o 
Entorrhizomycetes

  └─o
    ├─o 
Wallemiomycetes

    └─o
      ├─o 
Pucciniomycotina

      │ ├─o 
Cryptomycocolacomycetes

      │ ├─o 
Mixiomycetes

      │ ├─o 
Cystobasidiomycetes

      │ ├─o 
Classiculomycetes

      │ ├─o 
Tritirachiomycetes

      │ ├─o 
Microbotryomycetes

      │ ├─o 
Agaricostilbomycetes

      │ ├─o 
Atractiellomycetes

      │ └─o 
Pucciniomycetes

      └─o 
Orthomycotina

        ├─o 
Ustilaginomycotina

        │ ├─o 
Ustilaginomycetes

        │ └─o 
Exobasidiomycetes

        └─o 
Agaricomycotina

          ├─o 
Tremellomycetes

          └─o 
Hymenomycetidae

            ├─o 
Dacrymycetes

            └─o 
Agaricomycetes
```

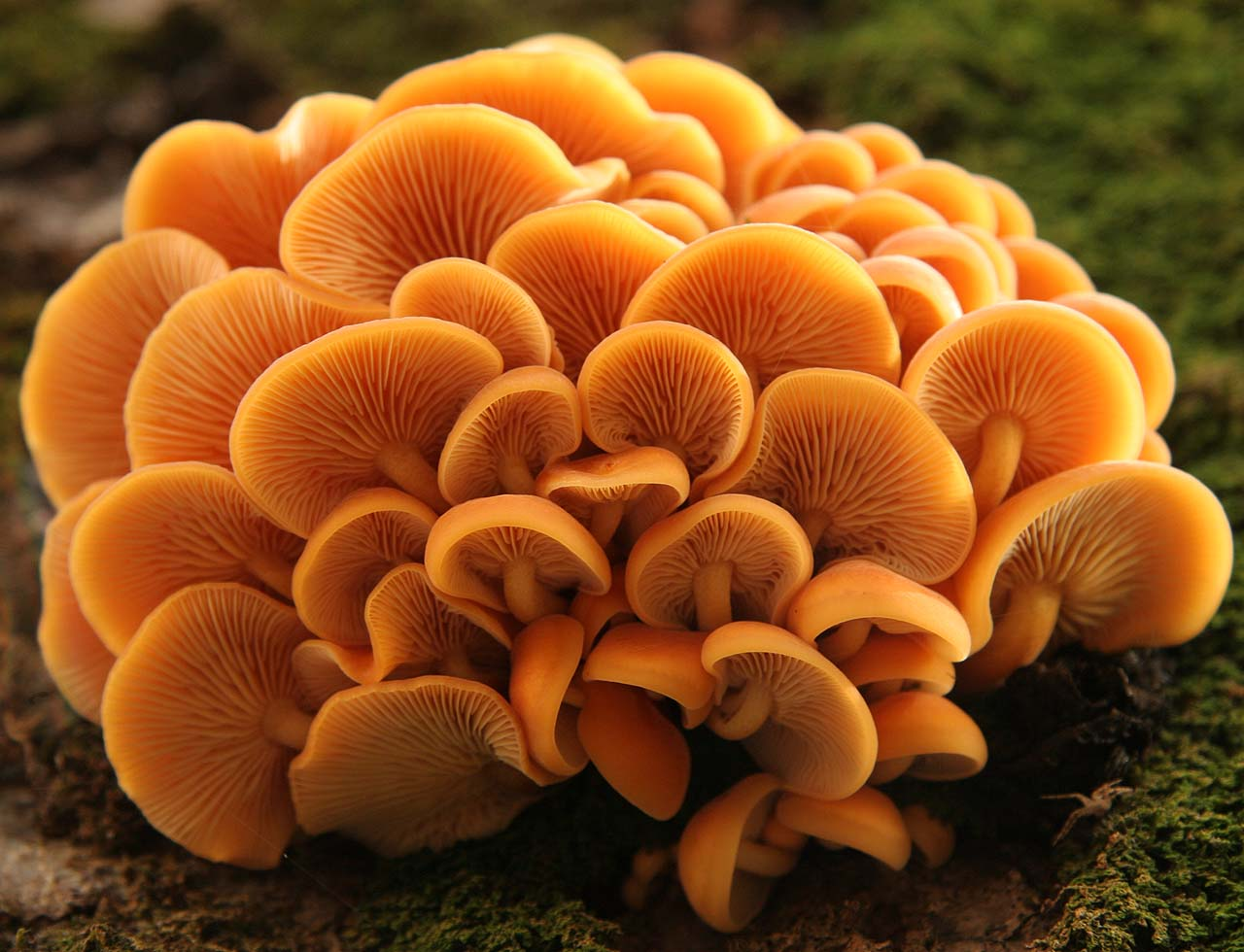
Flammulina velutipes (Agaricales, Marasmiaceae)
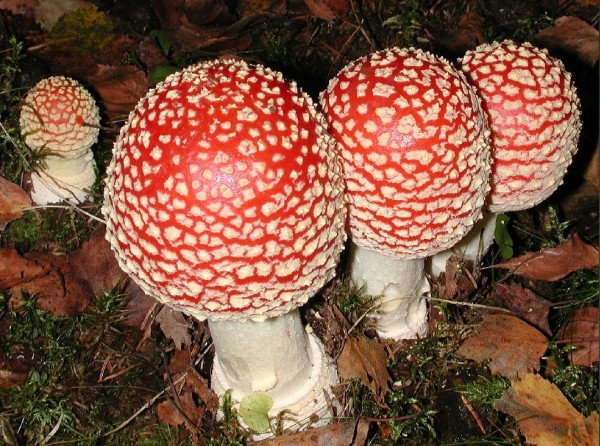
Amanita muscaria (Agaricales, Amanitaceae)
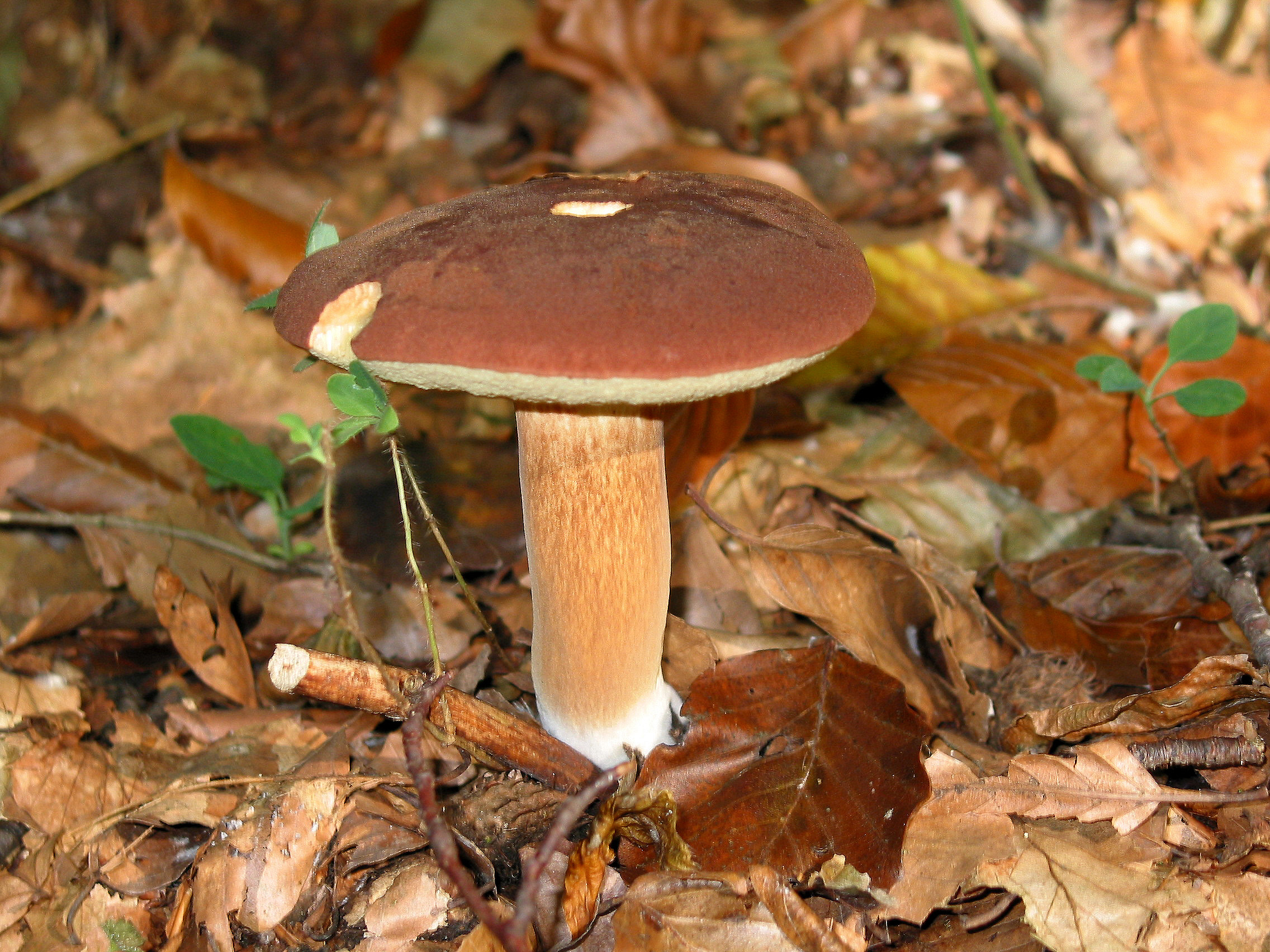
Boletus badius (Boletales, Boletaceae)
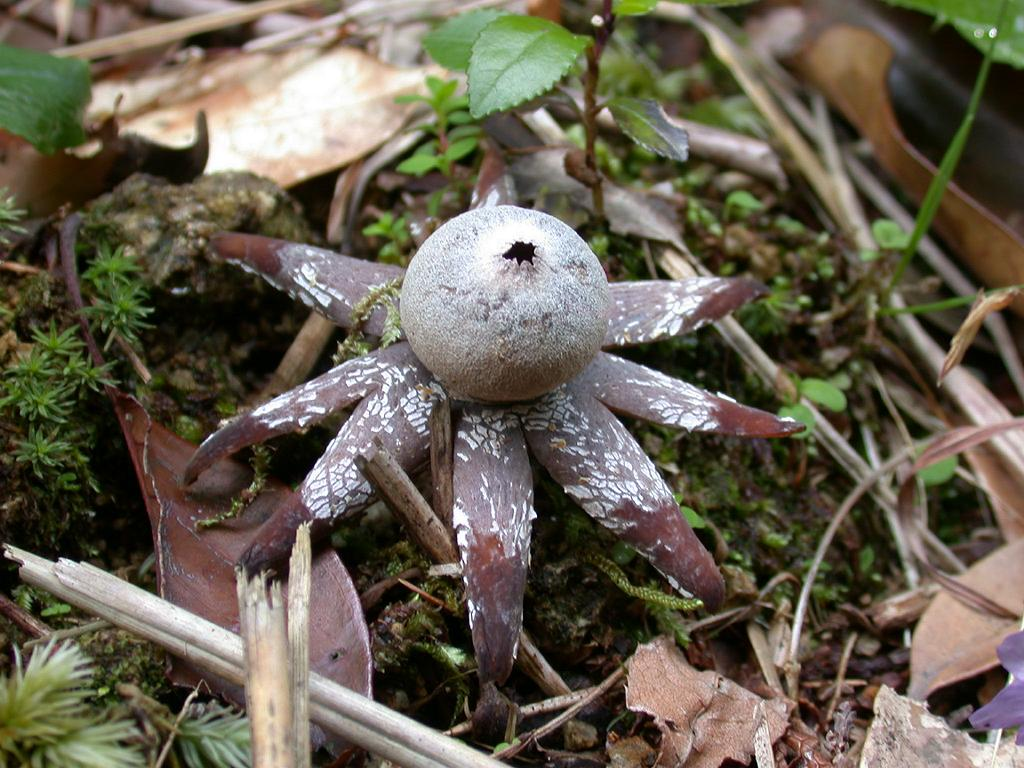
Astraeus hygrometricus (Boletales, Astraeaceae)
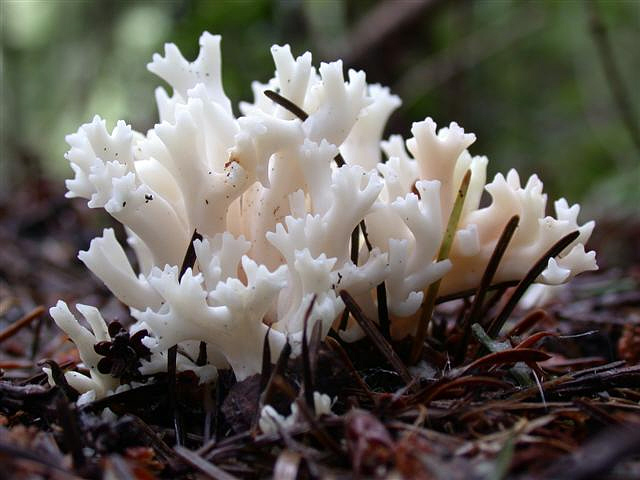
Clavulina cristata (Cantharellales, Clavulinaceae)
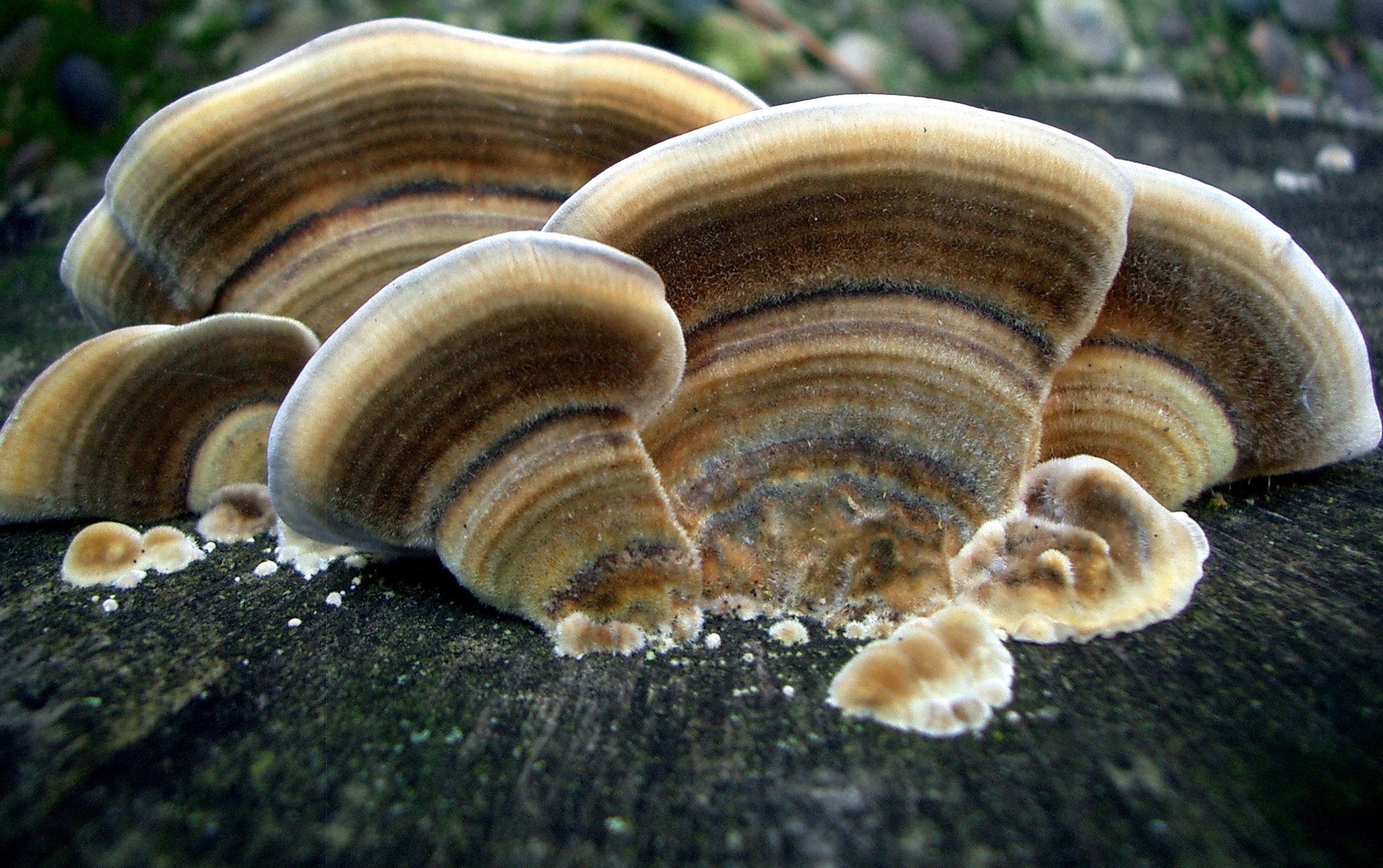
Trametes versicolor (Polyporales, Polyporaceae)
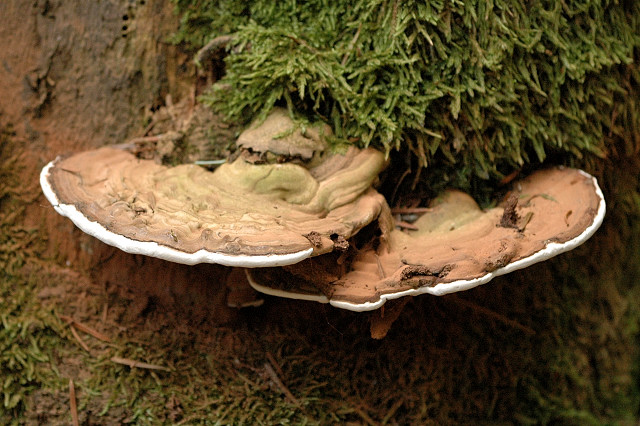
Ganoderma applanatum (Polyporales, Ganodermataceae)
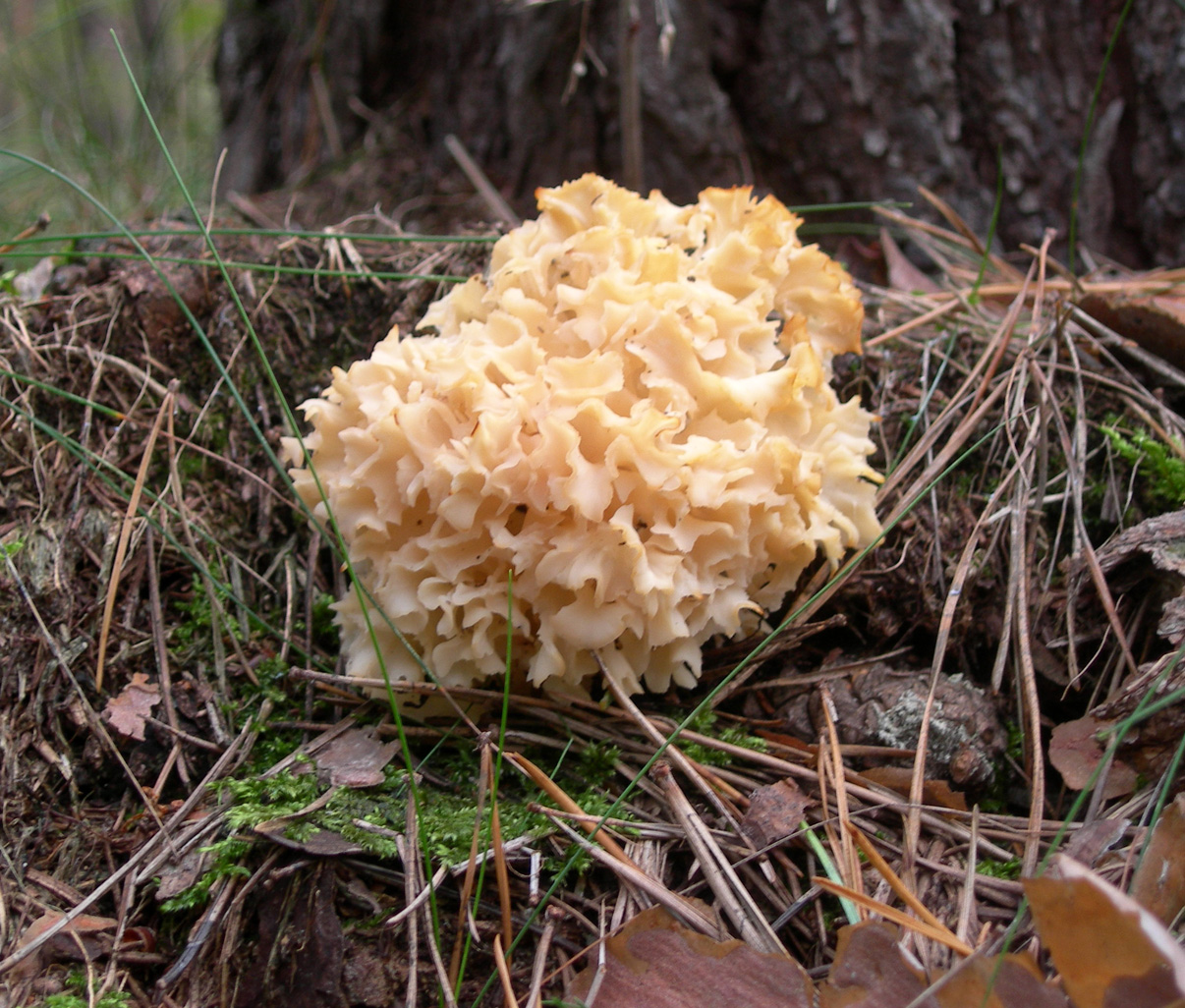
Sparassis crispa (Polyporales, Sparassidaceae)
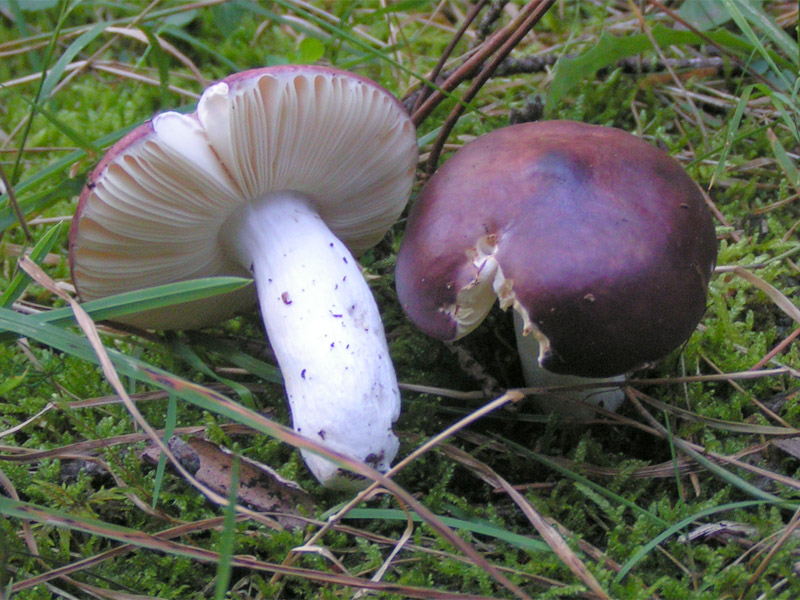
Russula caerulea (Russulales, Russulaceae)
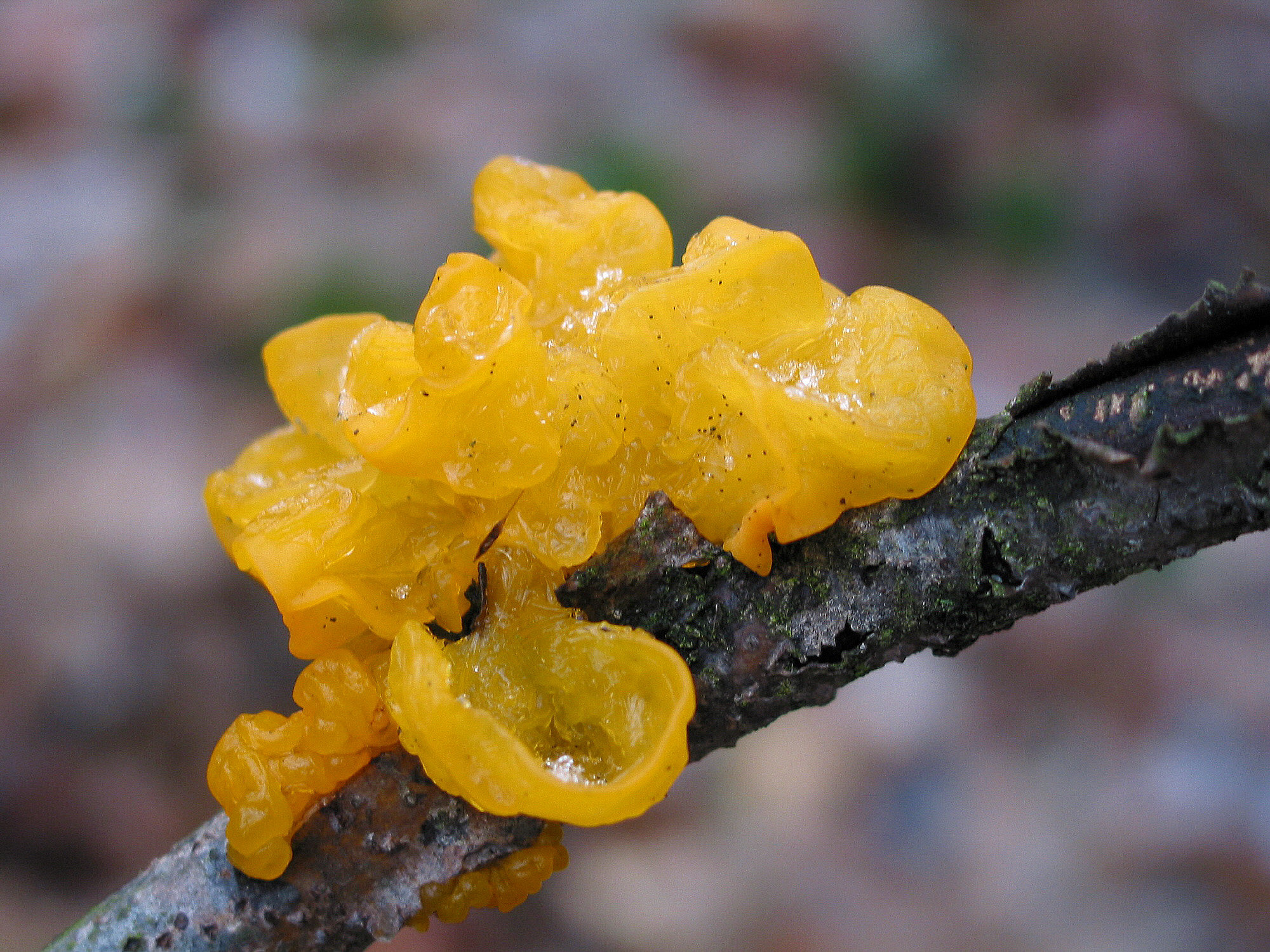
Tremella mesenterica (Tremellales, Tremellaceae)
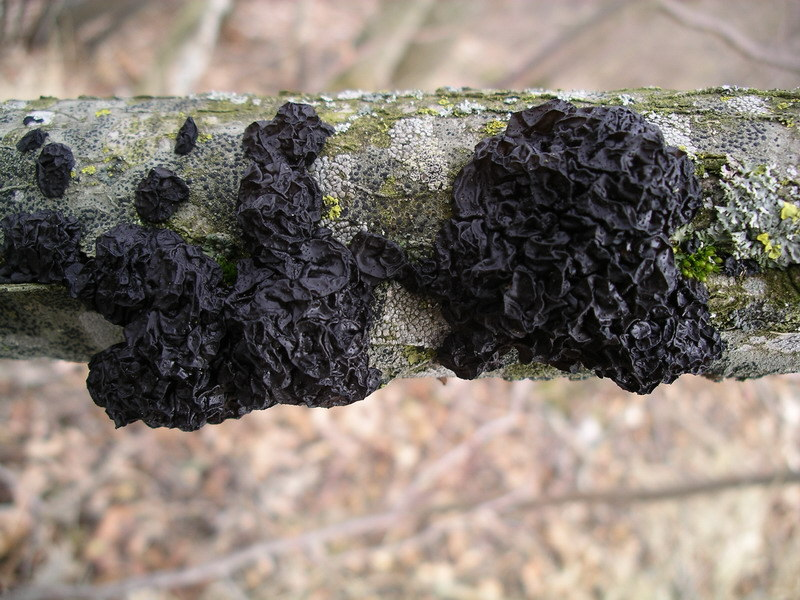
Exidia sp. (Tremellales, Tremellaceae)

## En savoir plus

### Sources bibliographiques de référence
- D. S. Hibbett et al. : « A higher-level phylogenetic classification of the Fungi », Mycol. Res., vol. 111, 2007, pp. 509-547
- P. Brandon Matheny, Jasmin A. Gossmann, Polona Zalar, T.K. Arun Kumar et David S. Hibbett : « Resolving the phylogenetic position of the Wallemiomycetes: an enigmatic major lineage of Basidiomycota », Canadian Journal of Botany, vol. 84, n° 12, 2006, pp. 1794-1805
- Sina M. Adl et al. : « The New Higher Level Classification of Eukaryotes », J. Eukaryot. Microbiol., vol. 52, n° 5, 2005, pp. 399–451
- Thomas Cavalier-Smith : « A revised six-kingdom system of life », Biological reviews, vol. 73, 1998, pp. 203-266

### Sources internet
- Assembling the Fungal Tree of Life
- mor